# Алькмунд з Дербі
Алькмунд з Дербі (VIII ст., Нортубрія — вбитий бл. 800) — нортумбрійський принц, син Елхреда, короля Нортумбрії, пам'ять 19 березня.

## Життєпис

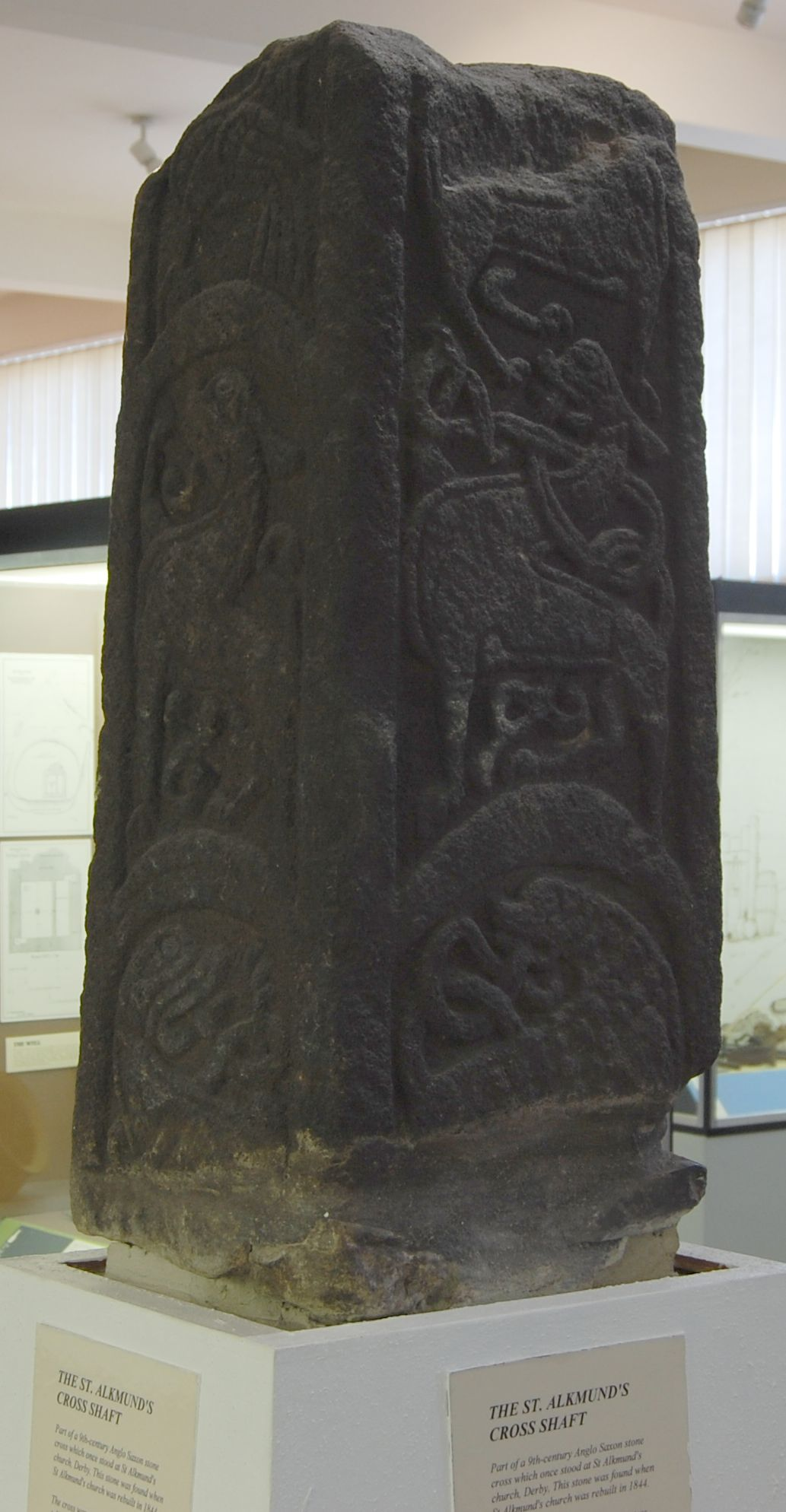
Хрест із церкви Св. Алькмунда, Музей і художня галерея Дербі.

Св. Алькмунд з Дербі або з Лілльшаля, також відомий як Елхмунд (Ealhmund), або Алхмунд (Alhmund, Alchmund), був сином Елхреда Нортумбрійского (Alhred of Northumbria). Після двадцяти років вигнання, проведених серед піктів через боротьбу за династію в Нортумбрії, він вернувся туди зі своїм військом. Був убитий деяким невідомим чином, відповідальність за що джерела покладають на короля Нортумбрії Ердвульфа (Eardwulf of Northumbria). Що стосується точних обставин, то його загибель називають мучеництвом, а самого Алькмунда шанують святим.
Алькмунд похований у Ліллешалі, Шропшир (Shropshire). На його могилі явлені чудеса. Через нашестя данців його тіло було перенесено у Дербі, і кілька навколишніх церков освячені на його честь.